# Kövi csiga
A kövi csiga (Aegopis verticillus) Európában honos, a tüdőscsigákhoz tartozó szárazföldi csigafaj. Egyéb elnevezései: óriás gombcsiga, korongcsiga.

## Megjelenése

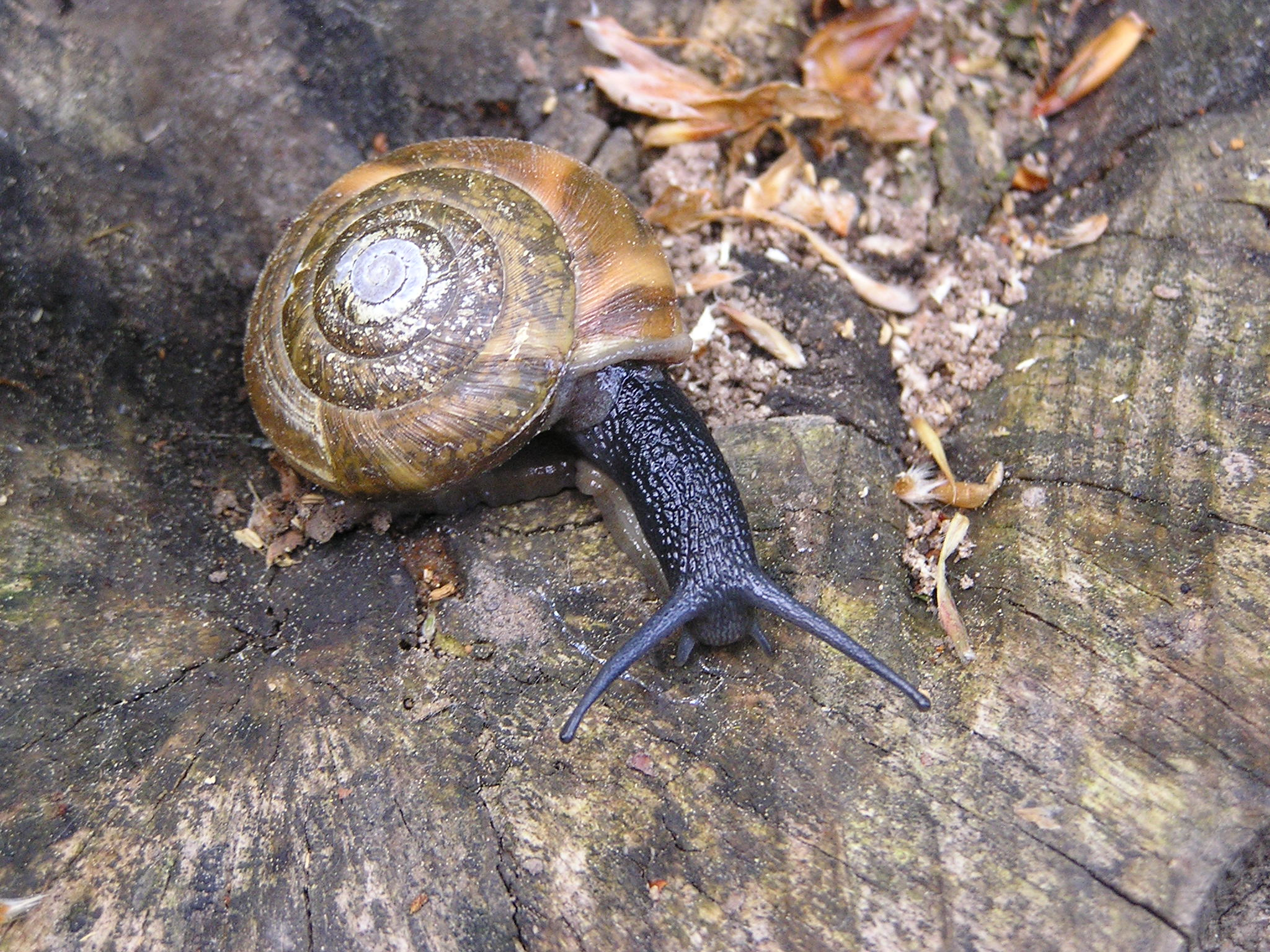

Háza 17–21 mm magas, 25–32 mm széles, hat vagy hét kanyarulatból áll. A kerek és kúpos csigaház alulról fénylő és enyhén, felülről pedig sűrűn barázdált, köldöke igen tág. Színe szaruszínű: sárgásbarna, esetleg zöldessárga. Kanyarulatain ferde, világosabb sárga sávok lehetnek, a korábbi növekedési zónákat jelölve. Az utolsó kanyarulaton kevéssé kifejezett, tompa taraj figyelhető meg. Az állat teste karcsú, háta és hosszú csápjai sötétszürkék, majdnem feketék; lába halványabb szürke.

## Elterjedése és életmódja
Az Északnyugat-Balkántól (Bosznia, Montenegró) Magyarországon keresztül északon Csehországig, nyugaton az Keleti-Alpokig és Dél-Itáliáig (Calabria) található meg; behurcolt populációi élnek Bajorországban és Schwerinben.
Nedves talajú dombvidéki erdőkben a lehullott lomb és kövek alatt él. A szárazabb időszakokat a talajba ásva vészeli át. Mindenevő, elsősorban elhalt növényi részekkel táplálkozik, de időnként megeszi a gilisztákat, sőt más csigákat vagy egyéb elhullott állatokat is. Nyáron szaporodik, 50-60 nagyméretű (4 mm átmérőjű) petét rak le a nedves talajra, levelekre vagy korhadó fára. A 3-4 hét múlva kikelő kiscsigák háza másfél kanyarulatból áll, amely az ősz végére három kanyarulatos házzá növekszik.
Németországban és Ausztriában veszélyeztetett, Magyarországon nem védett.

## Külső hivatkozások
- Fajleírás (angol nyelven)
- A kövi csiga Ausztriában (angol nyelven)